# Glyn Jones (Schriftsteller, 1905)
Glyn Jones (* 28. Februar 1905 in Merthyr Tydfil, Glamorganshire; † 10. April 1995 in Cardiff) war ein walisischer Schriftsteller.

## Leben
Jones wurde als Sohn einer Lehrerin und eines Postangestellten geboren. Nach Besuch der Cyfarth Castle Grammar School in Merthyr Tydfil absolvierte er eine Ausbildung zum Lehrer am St. Paul´s College in Cheltenham. Danach war er als Lehrer in Cardiff, Bridgend und Caerphilly tätig. 1965 wurde er nach 40 Jahren im Schuldienst pensioniert.
Jones war Mitbegründer der Academi Gymreig. Im Jahr 1974 wurde ihm von der University of Wales die Ehrendoktorwürde verliehen. Er veröffentlichte Gedichte, Romane, Essays und Kurzgeschichten. Darüber hinaus wirkte er als Herausgeber und übersetzte klassische walisische Dichtung ins Englische. Glyn Jones verstand sich als Sozialist.

## Werke (Auswahl)
- The Blue Bed, Kurzgeschichten, 1937
- Poems, Gedichte, 1939
- The Water Music, Kurzgeschichten, 1944
- The Dream of Jake Hopkins, Gedichte, 1954
- The Valley the City the Village, Roman, 1956
- The Learning Lark, Roman, 1960
- The Island of Apples, Roman, 1965
- The Dragon Has Two Tongues, Essay, 1968
- Selected Short Stories, Kurzgeschichten, 1971
- Selected Poems, Gedichte, 1975
- Welsh Heirs, Kurzgeschichten, 1977